# Microcharon karamani
Microcharon karamani är en kräftdjursart som beskrevs av Giuseppe L. Pesce och Tete 1978. Microcharon karamani ingår i släktet Microcharon och familjen Microparasellidae. Inga underarter finns listade i Catalogue of Life.